# Линник, Максим Петрович
Максим Петрович Линник (род. 6 сентября 1979, Киев, Украинская ССР, СССР) — советский и украинский хоккеист.

## Биография
Воспитанник киевского «Сокола». В сезоне 1995/96 дебютировал в Восточно-европейской хоккейной лиге за киевлян. С 1995 по 1997 год сыграл за команду 22 матча, отметился одной голевой передачей. В 1997 году на драфте НХЛ был выбран командой «Сент-Луис Блюз».
С 1997 по 2001 год выступал в Северной Америке, играл за клубы хоккейной лиги Онтарио и Объединённой хоккейной лиге. Провёл 2 матча за команду «Вустер АйсКэтс» в Американской хоккейной лиге.
В сезоне 2001/02 сыграл за 2 матча в Российской хоккейной лиге за московский ЦСКА. Выступал также в третьей лиге за дубль клуба. С 2002 по 2004 год играл в хоккейной лиге Восточного побережья. В 2004 году выступал за киевский «Сокол» в ВЕХЛ, сыграл 3 матча. Также 2 матча сыграл в чемпионате России за нижегородское «Торпедо».
В 2010 году сыграл 8 матчей за команду Федеральной хоккейной лиги «Нью-Йорк Авиаторз».